# Козлов, Леонид Яковлевич
Леонид Яковлевич Козлов (1935 год — 2004 год) — советский и российский учёный-металлург, специалист по разработке теоретических и технологических основ управления формированием структуры сплавов на основе железа и никеля. Доктор технических наук, профессор кафедры «Технология литейных процессов» МИСиС.

## Биография
Леонид Яковлевич Козлов родился в 1935 г. В 1953-58 гг. — учёба в Московском институте стали (МИС), после окончания МИС был направлен на работу в г. Елец Липецкой области на оборонное предприятие, где проработал в должностях начальника цеха, главного инженера предприятия до 1960 г.
В 1960 г. Л. Я. Козлов поступил в аспирантуру МИС и в 1965 г. успешно защитил кандидатскую диссертацию. С 1965 г. работал ассистентом, старшим преподавателем, доцентом кафедры литейного производства, деканом по работе с иностранными студентами.
С 1970 по 1972 гг. Леонид Яковлевич Козлов — профессор Кхарагпурского технологического института (Индия). После возвращения из Индии Л. Я. Козлов работал доцентом на кафедре технологии литейных процессов, деканом вечернего факультета МИСиС.
С 1978 по 1993 гг. Л. Я. Козлов — декан факультета металлургии чёрных металлов и сплавов МИСиС. С 1988 г. — заведующий кафедрой технологии литейных процессов, став преемником А. М. Михайлова на этом посту. Кафедрой руководил до своей смерти в 2004 году.

## Преподавательская и научная деятельность
Научная деятельность Козлова Л. Я. была направлена на разработку теоретических и технологических основ управления формированием структуры сплавов на основе железа и никеля. В содружестве с Центральным институтом материаловедения Минобщемаша им были разработаны новые жаропрочные литейные сплавы и модернизирована технология изготовления отливок из них. Разработки защищены рядом авторских свидетельств.
Научные разработки, выполненные под руководством и при непосредственном участии Л. Я. Козлова, внесли существенный вклад в создание теории процессов модифицирования литейных сплавов и техпроцессов их осуществления. Им предложены методы определения теплоты образования сплавов, способы расчёта прочностных свойств никелевых сплавов, оригинальность которых подтверждена авторскими свидетельствами. Л. Я. Козлов — соавтор учебников и учебных пособий по литейному производству, которые дважды переизданы, а учебник переведён на английский язык.
В 1983 г. Леонид Яковлевич успешно защитил докторскую диссертацию, а в 1984 г. ему было присвоено учёное звание профессора.

## Признание
Признание международного авторитета проф. Л. Я. Козлова нашло отражение в избрании его членом президиума (1991 г., Япония), вице-президентом (1994 г., Германия) и президентом (1995 г., Китай) Международного комитета технических ассоциаций литейщиков (МКТАЛ).
Л. Я. Козлов был председателем совета по присуждению учёной степени доктора технических наук, членом редколлегии журнала «Известия ВУЗов. Чёрная металлургия», членом Правления ассоциации литейщиков России и Учёного совета постоянно действующего международного комитета по физическому металловедению чугуна.
За успехи в научно-педагогической деятельности, подготовке кадров для металлургической и машиностроительной промышленности, освоение новой техники и технологии в производстве Л. Я. Козлов награждён Орденом Трудового Красного Знамени, нагрудным значком «За отличные успехи в работе» и премией Министерства высшего и среднего специального образования СССР, значком «Изобретатель СССР».